# Дымокурцы
Дымокурцы — деревня в Ярославском районе Ярославской области. Входит в состав Заволжского сельского поселения.

## География
Находится в восточной части Ярославской области на расстоянии приблизительно 8 км на восток по прямой от станции Филино.

## История
В 1859 году здесь (деревня Ярославского уезда Ярославской губернии) было учтено 12 дворов, в 1898 — 29.

## Население
Численность населения: 77 человек (1859 год), 25 (русские 100 %) в 2002 году, 18 в 2010.

## Памятники
- Односельчанам-участникам Великой Отечественной войны[5].
- Памятный знак на месте приземления Амет-Хана, Султана, после совершенного тарана.